# Campeonato Sul-Americano de Corta-Mato de 1986
O 1º Campeonato Sul-Americano de Corta-Mato de 1986 foi realizado em Bariloche, na Argentina, em 4 de maio de 1986. 

## Medalhistas
Esses foram os campeões da competição. 
| Evento                   | Ouro                              | Ouro  | Prata                    | Prata | Bronze                          | Bronze |
| ------------------------ | --------------------------------- | ----- | ------------------------ | ----- | ------------------------------- | ------ |
| Masculino sênior (12 km) | Omar Aguilar · Chile              | 39:23 | Alejandro Silva · Chile  | 39:42 | Julio César Gómez · Argentina   | 39:44  |
| Masculino júnior (8 km)  | Alejandro Aros · Chile            | 28:26 | Juan Mesa · Chile        | 28:26 | Andrés Alvarado · Chile         | 28:31  |
| Feminino sênior (8 km)   | Olga Caccaviello · Argentina      | 31:52 | Mónica Regonessi · Chile | 32:01 | Stella Maris Selles · Argentina | 32:18  |
| Feminino júnior (6 km)   | María Victoria Biondi · Argentina | 25:02 | Marlene Arellano · Chile | 25:18 | Sandra Vila · Argentina         | 25:34  |

## Resultados da corrida

### Masculino sênior (12 km)
| Posição           | Atleta            | Nacionalidade | Tempo |
| ----------------- | ----------------- | ------------- | ----- |
| Medalha de ouro   | Omar Aguilar      | Chile         | 39:23 |
| Medalha de prata  | Alejandro Silva   | Chile         | 39:42 |
| Medalha de bronze | Julio César Gómez | Argentina     | 39:44 |
| 4                 | Antonio Silio     | Argentina     | 40:18 |
| 5                 | Roberto Wendorff  | Argentina     | 40:26 |
| 6                 | Jaime Vergara     | Chile         | 41:44 |
| 7                 | Julio Suárez      | Uruguai       | 41:52 |
| 8                 | Telmo Lemos       | Uruguai       | 42:33 |
| 9                 | Rubén Rodríguez   | Uruguai       | 44:27 |

### Masculino júnior (8 km)
| Posição           | Atleta           | Nacionalidade | Tempo |
| ----------------- | ---------------- | ------------- | ----- |
| Medalha de ouro   | Alejandro Aros   | Chile         | 28:26 |
| Medalha de prata  | Juan Mesa        | Chile         | 28:26 |
| Medalha de bronze | Andrés Alvarado  | Chile         | 28:31 |
| 4                 | Oscar Amaya      | Argentina     | 28:39 |
| 5                 | Sergio Toledo    | Argentina     | 29:25 |
| 6                 | Alejandro Barría | Argentina     | 29:39 |

### Feminino sênior (8 km)
| Posição           | Atleta              | Nacionalidade | Tempo |
| ----------------- | ------------------- | ------------- | ----- |
| Medalha de ouro   | Olga Caccaviello    | Argentina     | 31:52 |
| Medalha de prata  | Mónica Regonessi    | Chile         | 32:01 |
| Medalha de bronze | Stella Maris Selles | Argentina     | 32:18 |
| 4                 | Norma Vallejos      | Chile         | 32:46 |
| 5                 | Graciela Bargas     | Argentina     | 33:12 |
| 6                 | Paola Ramos         | Chile         | 34:02 |
| 7                 | Sonia Galdos        | Peru]         | 34:12 |

### Feminino júnior (6 km)
| Posição           | Atleta                | Nacionalidade | Tempo |
| ----------------- | --------------------- | ------------- | ----- |
| Medalha de ouro   | María Victoria Biondi | Argentina     | 25:02 |
| Medalha de prata  | Marlene Arellano      | Chile         | 25:18 |
| Medalha de bronze | Sandra Vila           | Argentina     | 25:34 |
| 4                 | María Inés Rodríguez  | Argentina     | 25:45 |
| 5                 | Marcela Imperatore    | Chile         | 26:17 |
| 6                 | Janette Hernández     | Chile         | 27:12 |

## Quadro de medalhas
| Ordem | País      | Medalha de ouro | Medalha de prata | Medalha de bronze | Total |
| ----- | --------- | --------------- | ---------------- | ----------------- | ----- |
| 1     | Chile     | 2               | 4                | 1                 | 7     |
| 1     | Argentina | 2               | 0                | 3                 | 5     |
|       | TOTAL     | 4               | 4                | 4                 | 12    |

## Participação
De acordo com uma contagem não oficial, participaram 28 atletas de 4 países.
| - Argentina (12) - Chile (12) | - Peru (1) | - Uruguai (3) |